# Scotopteryx albida
Scotopteryx albida là một loài bướm đêm trong họ Geometridae.